# Paracompsus seclusus
Paracompsus seclusus es una especie de coleóptero de la familia Attelabidae.

## Distribución geográfica
Habita en Pakistán.